# Cyrtoxiphoides planifrons
Cyrtoxiphoides planifrons är en insektsart som beskrevs av Lucien Chopard 1951. Cyrtoxiphoides planifrons ingår i släktet Cyrtoxiphoides och familjen syrsor. Inga underarter finns listade i Catalogue of Life.